# Emballonura raffrayana
Emballonura raffrayana је сисар из реда слепих мишева (Chiroptera) и фамилије Emballonuridae.

## Угроженост
Ова врста је наведена као последња брига, јер има широко распрострањење и честа је врста.

## Распрострањење
Ареал врсте је ограничен на мањи број држава. 
Врста има станиште у Индонезији, Новој Ирској, Соломоновим острвима и Папуи Новој Гвинеји.

## Станиште
Врста је по висини распрострањена од нивоа мора до 1600 метара надморске висине. 
Врста је присутна на подручју острва Нова Гвинеја.